# Арджентера
Арджентѐра (на италиански: Argentera; на пиемонтски: L'Argentera, Л'Арджентера, на окситански: L'Argentiera, Л'Арджентиера) е село и община в Северна Италия, провинция Кунео, регион Пиемонт. Разположено е на 78 m надморска височина. Населението на общината е 1684 души (към 2010 г.).